# Danh sách cầu thủ tham dự Cúp bóng đá châu Phi 2015
Cúp bóng đá châu Phi 2015 là một giải thi đấu bóng đá quốc tế tổ chức tại Guinea Xích Đạo từ 17 tháng 1 đến 8 tháng 2 năm 2015.

## Bảng A

### Guinea Xích Đạo
Huấn luyện viên:  Esteban Becker
Đội hình chính thức được công bố ngày 8 tháng 1 năm 2015.
| Số | Vt | Cầu thủ         | Ngày sinh (tuổi)            | Số trận | Câu lạc bộ                 |
| -- | -- | --------------- | --------------------------- | ------- | -------------------------- |
| 1  | TM | Felipe Ovono    | 26 tháng 7, 1993 (21 tuổi)  | 6       | Deportivo Mongomo          |
| 2  | HV | Dani Evuy       | 11 tháng 3, 1985 (29 tuổi)  | 4       | Unattached                 |
| 3  | HV | Igor            | 4 tháng 1, 1995 (20 tuổi)   | 0       | Tropezón                   |
| 4  | HV | Rui             | 28 tháng 5, 1985 (29 tuổi)  | 14      | Hibernians                 |
| 5  | HV | Diosdado Mbele  | 8 tháng 4, 1997 (17 tuổi)   | 7       | Leones Vegetarianos        |
| 6  | TV | Juvenal         | 3 tháng 4, 1979 (35 tuổi)   | 24      | Santa Coloma               |
| 7  | TV | Rubén Belima    | 11 tháng 2, 1992 (22 tuổi)  | 1       | Real Madrid Castilla       |
| 8  | HV | Randy           | 2 tháng 6, 1987 (27 tuổi)   | 19      | Iraklis Psachna            |
| 9  | TĐ | Raúl Fabiani    | 23 tháng 2, 1984 (30 tuổi)  | 3       | Olímpic Xàtiva             |
| 10 | TV | Emilio Nsue (c) | 30 tháng 9, 1989 (25 tuổi)  | 2       | Middlesbrough              |
| 11 | TV | Javier Balboa   | 13 tháng 5, 1985 (29 tuổi)  | 10      | Estoril                    |
| 12 | TĐ | Iván Bolado     | 3 tháng 7, 1989 (25 tuổi)   | 7       | Pune City                  |
| 13 | TM | Aitor Embela    | 17 tháng 4, 1996 (18 tuổi)  | 0       | Málaga (Juvenil A)         |
| 14 | TV | Kike Boula      | 17 tháng 7, 1993 (21 tuổi)  | 0       | Mallorca B                 |
| 15 | TV | Ibán            | 11 tháng 12, 1995 (19 tuổi) | 0       | Valencia Mestalla          |
| 16 | HV | Sipo            | 21 tháng 4, 1988 (26 tuổi)  | 16      | AEK Larnaca                |
| 17 | TĐ | Rubén Darío     | 21 tháng 6, 1993 (21 tuổi)  | 0       | Leones Vegetarianos        |
| 18 | TV | Viera Ellong    | 14 tháng 6, 1987 (27 tuổi)  | 8       | The Panthers               |
| 19 | TV | Charly          | 18 tháng 2, 1985 (29 tuổi)  | 0       | College Europa             |
| 20 | HV | Miguel Ángel    | 8 tháng 12, 1990 (24 tuổi)  | 0       | Akonangui                  |
| 21 | TV | Iván Zarandona  | 30 tháng 8, 1980 (34 tuổi)  | 14      | Biu Chun Rangers           |
| 22 | TV | Pablo Ganet     | 4 tháng 11, 1994 (20 tuổi)  | 0       | San Sebastián de los Reyes |
| 23 | TM | Carlos Mosibe   | 12 tháng 3, 1991 (23 tuổi)  | 0       | Atlético Malabo            |

### Burkina Faso
Huấn luyện viên:  Paul Put
Một đội hình sơ loại 24 người được công bố vào ngày 23 tháng 12 năm 2014.
| Số | Vt | Cầu thủ            | Ngày sinh (tuổi)            | Số trận | Câu lạc bộ            |
| -- | -- | ------------------ | --------------------------- | ------- | --------------------- |
| 1  | TM | Moussa Fofana      | 31 tháng 7, 1992 (22 tuổi)  | 0       | Kadiogo               |
| 2  | HV | Steeve Yago        | 16 tháng 12, 1992 (22 tuổi) | 13      | Toulouse              |
| 3  | TV | Moussa Yedan       | 20 tháng 7, 1989 (25 tuổi)  | 4       | Al-Ahly               |
| 4  | HV | Bakary Koné        | 27 tháng 4, 1988 (26 tuổi)  | 48      | Lyon                  |
| 5  | HV | Mohamed Koffi      | 30 tháng 12, 1986 (28 tuổi) | 44      | Zamalek               |
| 6  | TV | Djakaridja Koné    | 22 tháng 7, 1986 (28 tuổi)  | 30      | Evian                 |
| 7  | TV | Florent Rouamba    | 31 tháng 12, 1986 (28 tuổi) | 48      | Bastia                |
| 8  | HV | Paul Koulibaly     | 24 tháng 3, 1986 (28 tuổi)  | 48      | Horoya                |
| 9  | HV | Issa Gouo          | 9 tháng 9, 1989 (25 tuổi)   | 11      | Kaloum Star           |
| 10 | TV | Alain Traoré       | 31 tháng 12, 1988 (26 tuổi) | 33      | Lorient               |
| 11 | TV | Jonathan Pitroipa  | 12 tháng 4, 1986 (28 tuổi)  | 52      | Al-Jazira             |
| 12 | TV | Adama Guira        | 24 tháng 4, 1988 (26 tuổi)  | 2       | SønderjyskE           |
| 13 | HV | Narcisse Bambara   | 23 tháng 6, 1989 (25 tuổi)  | 11      | Universitatea Cluj    |
| 14 | HV | Wilfried Balima    | 20 tháng 3, 1985 (29 tuổi)  | 24      | Sheriff Tiraspol      |
| 15 | TĐ | Aristide Bancé     | 19 tháng 9, 1984 (30 tuổi)  | 44      | HJK                   |
| 16 | TM | Abdoulaye Soulama  | 29 tháng 11, 1979 (35 tuổi) | 44      | Hearts of Oak         |
| 17 | TV | Jonathan Zongo     | 6 tháng 4, 1989 (25 tuổi)   | 13      | Almería               |
| 18 | TV | Charles Kaboré (c) | 9 tháng 2, 1988 (26 tuổi)   | 58      | Kuban Krasnodar       |
| 19 | TV | Bertrand Traoré    | 6 tháng 9, 1995 (19 tuổi)   | 17      | Vitesse               |
| 20 | TĐ | Issiaka Ouédraogo  | 19 tháng 8, 1988 (26 tuổi)  | 16      | Admira Wacker Mödling |
| 21 | TĐ | Abdou Traoré       | 28 tháng 12, 1988 (26 tuổi) | 23      | Kardemir Karabükspor  |
| 22 | TV | Prejuce Nakoulma   | 21 tháng 4, 1987 (27 tuổi)  | 21      | Mersin İdmanyurdu     |
| 23 | TM | Germain Sanou      | 26 tháng 5, 1992 (22 tuổi)  | 15      | Beauvais              |

### Gabon
Huấn luyện viên:  Jorge Costa
Đội hình chính thức được công bố ngày 28 tháng 12 năm 2014.
| Số | Vt | Cầu thủ                       | Ngày sinh (tuổi)            | Số trận | Câu lạc bộ        |
| -- | -- | ----------------------------- | --------------------------- | ------- | ----------------- |
| 1  | TM | Didier Ovono                  | 23 tháng 1, 1983 (31 tuổi)  | 73      | Oostende          |
| 2  | HV | Aaron Appindangoyé            | 2 tháng 2, 1992 (22 tuổi)   | 16      | Mounana           |
| 3  | TĐ | Johann Lengoualama            | 29 tháng 9, 1992 (22 tuổi)  | 8       | Difaâ El Jadidi   |
| 4  | HV | Yrondu Musavu-King            | 8 tháng 1, 1992 (23 tuổi)   | 7       | Caen              |
| 5  | HV | Bruno Ecuele Manga            | 16 tháng 7, 1988 (26 tuổi)  | 44      | Cardiff City      |
| 6  | HV | Johann Obiang                 | 5 tháng 7, 1993 (21 tuổi)   | 4       | Châteauroux       |
| 7  | TĐ | Malick Evouna                 | 28 tháng 11, 1992 (22 tuổi) | 9       | Wydad Casablanca  |
| 8  | HV | Lloyd Palun                   | 28 tháng 11, 1988 (26 tuổi) | 23      | Nice              |
| 9  | TĐ | Pierre-Emerick Aubameyang (c) | 18 tháng 6, 1989 (25 tuổi)  | 38      | Borussia Dortmund |
| 10 | TV | Frédéric Bulot                | 27 tháng 9, 1990 (24 tuổi)  | 7       | Charlton Athletic |
| 11 | TV | Lévy Madinda                  | 11 tháng 6, 1992 (22 tuổi)  | 26      | Celta Vigo        |
| 12 | TV | Guélor Kanga                  | 1 tháng 9, 1990 (24 tuổi)   | 13      | Rostov            |
| 13 | TV | Samson Mbingui                | 9 tháng 2, 1992 (22 tuổi)   | 14      | MC El Eulma       |
| 14 | HV | Randal Oto'o                  | 23 tháng 5, 1994 (20 tuổi)  | 4       | Braga             |
| 15 | HV | Henri Junior Ndong            | 23 tháng 8, 1992 (22 tuổi)  | 8       | Auxerre           |
| 16 | TM | Anthony Mfa Mezui             | 7 tháng 3, 1991 (23 tuổi)   | 1       | Metz              |
| 17 | TV | André Biyogo Poko             | 7 tháng 3, 1993 (21 tuổi)   | 26      | Bordeaux          |
| 18 | TV | Alexander N'Doumbou           | 4 tháng 1, 1992 (23 tuổi)   | 6       | Marseille B       |
| 19 | HV | Benjamin Zé Ondo              | 18 tháng 6, 1987 (27 tuổi)  | 7       | ES Sétif          |
| 20 | TĐ | Bonaventure Sokambi           | 29 tháng 1, 1991 (23 tuổi)  | 9       | ASO Chlef         |
| 21 | TV | Romaric Rogombé               | 25 tháng 11, 1990 (24 tuổi) | 15      | Léopards          |
| 22 | TV | Didier Ibrahim N'Dong         | 17 tháng 6, 1994 (20 tuổi)  | 10      | Lorient           |
| 23 | TM | Yves Bitséki                  | 23 tháng 4, 1983 (31 tuổi)  | 12      | Bitam             |

### Congo
Huấn luyện viên:  Claude Le Roy
Một đội hình sơ loại 26 người được công bố vào ngày 22 tháng 12 năm 2014. Đội hình chính thức được công bố ngày 7 tháng 1 năm 2015.
| Số | Vt | Cầu thủ                   | Ngày sinh (tuổi)            | Số trận | Câu lạc bộ       |
| -- | -- | ------------------------- | --------------------------- | ------- | ---------------- |
| 1  | TM | Christoffer Mafoumbi      | 3 tháng 3, 1994 (20 tuổi)   | 4       | Le Pontet        |
| 2  | HV | Francis N'Ganga           | 16 tháng 6, 1985 (29 tuổi)  | 31      | Charleroi        |
| 3  | HV | Igor N'Ganga              | 14 tháng 4, 1987 (27 tuổi)  | 13      | Aarau            |
| 4  | HV | Boris Moubhio             | 25 tháng 10, 1988 (26 tuổi) | 16      | Léopards         |
| 5  | HV | Arnold Bouka Moutou       | 28 tháng 11, 1988 (26 tuổi) | 6       | Angers           |
| 6  | HV | Dimitri Bissiki           | 17 tháng 3, 1991 (23 tuổi)  | 13      | Léopards         |
| 7  | TV | Prince Oniangue (c)       | 4 tháng 11, 1988 (26 tuổi)  | 24      | Reims            |
| 8  | TV | Delvin N'Dinga            | 14 tháng 3, 1988 (26 tuổi)  | 34      | Olympiacos       |
| 9  | TĐ | Silvère Ganvoula M'boussy | 22 tháng 6, 1996 (18 tuổi)  | 4       | Raja Casablanca  |
| 10 | TĐ | Férébory Doré             | 21 tháng 1, 1989 (25 tuổi)  | 19      | CFR Cluj         |
| 11 | TĐ | Fabrice Ondama            | 27 tháng 2, 1988 (26 tuổi)  | 20      | Wydad Casablanca |
| 12 | TV | Francis Litsingi          | 10 tháng 9, 1986 (28 tuổi)  | 7       | Teplice          |
| 13 | TĐ | Thievy Bifouma            | 13 tháng 5, 1992 (22 tuổi)  | 8       | Almería          |
| 14 | TV | Césaire Gandzé            | 6 tháng 3, 1989 (25 tuổi)   | 19      | Léopards         |
| 15 | TĐ | Ladislas Douniama         | 24 tháng 5, 1986 (28 tuổi)  | 26      | Guingamp         |
| 16 | TM | Chancel Massa             | 28 tháng 8, 1985 (29 tuổi)  | 12      | Léopards         |
| 17 | TV | Chris Malonga             | 11 tháng 7, 1987 (27 tuổi)  | 18      | Lausanne         |
| 18 | HV | Marvin Baudry             | 26 tháng 1, 1990 (24 tuổi)  | 7       | Amiens           |
| 19 | TĐ | Dominique Malonga         | 8 tháng 1, 1989 (26 tuổi)   | 2       | Hibernian        |
| 20 | TV | Hardy Binguila            | 17 tháng 7, 1996 (18 tuổi)  | 7       | Diables Noirs    |
| 21 | TV | Sagesse Babélé            | 13 tháng 2, 1993 (21 tuổi)  | 5       | Léopards         |
| 22 | TM | Pavelh Ndzila             | 12 tháng 1, 1995 (20 tuổi)  | 0       | Étoile du Congo  |
| 23 | HV | Atoni Mavoungou           | 22 tháng 12, 1996 (18 tuổi) | 0       | ACNFF            |

## Bảng B

### Zambia
Huấn luyện viên:  Honour Janza
Một đội hình sơ loại 27 người được công bố vào ngày 24 tháng 12 năm 2014. Đội hình chính thức được công bố ngày 7 tháng 1 năm 2015.
| Số | Vt | Cầu thủ              | Ngày sinh (tuổi)            | Số trận | Câu lạc bộ                 |
| -- | -- | -------------------- | --------------------------- | ------- | -------------------------- |
| 1  | TM | Danny Munyao         | 21 tháng 1, 1987 (27 tuổi)  | 10      | Red Arrows                 |
| 2  | HV | Donashano Malama     | 1 tháng 7, 1987 (27 tuổi)   | 6       | Nkana                      |
| 3  | TV | Chisamba Lungu       | 31 tháng 1, 1991 (23 tuổi)  | 32      | Ural Sverdlovsk Oblast     |
| 4  | HV | Christopher Munthali | 2 tháng 2, 1991 (23 tuổi)   | 18      | Nkana                      |
| 5  | HV | Roderick Kabwe       | 30 tháng 11, 1992 (22 tuổi) | 12      | Zanaco                     |
| 6  | HV | Davies Nkausu        | 1 tháng 1, 1986 (29 tuổi)   | 25      | Bloemfontein Celtic        |
| 7  | TV | Spencer Sautu        | 5 tháng 10, 1994 (20 tuổi)  | 1       | Green Eagles               |
| 8  | TV | Bruce Musakanya      | 25 tháng 9, 1993 (21 tuổi)  | 14      | Red Arrows                 |
| 9  | TĐ | Ronald Kampamba      | 26 tháng 5, 1994 (20 tuổi)  | 11      | Nkana                      |
| 10 | TV | Mukuka Mulenga       | 6 tháng 7, 1993 (21 tuổi)   | 16      | Bloemfontein Celtic        |
| 11 | TV | Lubambo Musonda      | 5 tháng 5, 1995 (19 tuổi)   | 4       | Ulisses                    |
| 12 | TĐ | Evans Kangwa         | 21 tháng 6, 1994 (20 tuổi)  | 7       | Hapoel Ra'anana            |
| 13 | HV | Stoppila Sunzu       | 22 tháng 6, 1989 (25 tuổi)  | 47      | Shanghai Greenland Shenhua |
| 14 | TV | Kondwani Mtonga      | 14 tháng 6, 1986 (28 tuổi)  | 20      | Shillong Lajong            |
| 15 | TĐ | Given Singuluma      | 11 tháng 7, 1986 (28 tuổi)  | 25      | Mazembe                    |
| 16 | TM | Kennedy Mweene       | 12 tháng 11, 1984 (30 tuổi) | 89      | Mamelodi Sundowns          |
| 17 | TV | Rainford Kalaba (c)  | 14 tháng 8, 1986 (28 tuổi)  | 77      | Mazembe                    |
| 18 | HV | Emmanuel Mbola       | 10 tháng 5, 1993 (21 tuổi)  | 42      | Hapoel Ra'anana            |
| 19 | TV | Nathan Sinkala       | 23 tháng 4, 1991 (23 tuổi)  | 31      | Grasshopper                |
| 20 | TĐ | Emmanuel Mayuka      | 21 tháng 11, 1990 (24 tuổi) | 54      | Southampton                |
| 21 | TĐ | Jackson Mwanza       | 6 tháng 2, 1987 (27 tuổi)   | 3       | ZESCO United               |
| 22 | TM | Joshua Titima        | 20 tháng 10, 1992 (22 tuổi) | 5       | Power Dynamos              |
| 23 | TĐ | Patrick Ngoma        | 21 tháng 5, 1997 (17 tuổi)  | 0       | Red Arrows                 |

### Tunisia
Huấn luyện viên:  Georges Leekens
Một đội hình sơ loại 26 người được công bố vào ngày 27 tháng 12 năm 2014. Đội hình chính thức được công bố ngày 7 tháng 1 năm 2015.
| Số | Vt | Cầu thủ               | Ngày sinh (tuổi)            | Số trận | Câu lạc bộ         |
| -- | -- | --------------------- | --------------------------- | ------- | ------------------ |
| 1  | TM | Farouk Ben Mustapha   | 1 tháng 7, 1989 (25 tuổi)   | 10      | Club Africain      |
| 2  | HV | Syam Ben Youssef      | 31 tháng 3, 1989 (25 tuổi)  | 12      | Astra Giurgiu      |
| 3  | HV | Aymen Abdennour       | 6 tháng 8, 1989 (25 tuổi)   | 36      | Monaco             |
| 4  | HV | Bilel Mohsni          | 21 tháng 7, 1987 (27 tuổi)  | 4       | Rangers            |
| 5  | HV | Rami Bedoui           | 19 tháng 1, 1990 (24 tuổi)  | 4       | Étoile du Sahel    |
| 6  | TV | Hocine Ragued         | 11 tháng 2, 1983 (31 tuổi)  | 47      | Espérance de Tunis |
| 7  | TV | Youssef Msakni        | 28 tháng 10, 1990 (24 tuổi) | 28      | Lekhwiya           |
| 8  | TĐ | Edem Rjaïbi           | 5 tháng 4, 1994 (20 tuổi)   | 0       | CA Bizertin        |
| 9  | TV | Yassine Chikhaoui (c) | 22 tháng 9, 1986 (28 tuổi)  | 33      | Zürich             |
| 10 | TĐ | Hamza Younés          | 16 tháng 4, 1986 (28 tuổi)  | 7       | Ludogorets Razgrad |
| 11 | TĐ | Amine Chermiti        | 26 tháng 12, 1987 (27 tuổi) | 36      | Zürich             |
| 12 | HV | Ali Maâloul           | 1 tháng 1, 1990 (25 tuổi)   | 9       | CS Sfaxien         |
| 13 | TV | Ferjani Sassi         | 18 tháng 3, 1992 (22 tuổi)  | 11      | Metz               |
| 14 | TV | Stéphane Nater        | 20 tháng 1, 1984 (30 tuổi)  | 9       | Club Africain      |
| 15 | TV | Mohamed Ali Manser    | 28 tháng 4, 1991 (23 tuổi)  | 1       | CS Sfaxien         |
| 16 | TM | Aymen Mathlouthi      | 14 tháng 9, 1984 (30 tuổi)  | 43      | Étoile du Sahel    |
| 17 | HV | Hamza Mathlouthi      | 25 tháng 5, 1992 (22 tuổi)  | 9       | CA Bizertin        |
| 18 | TV | Wahbi Khazri          | 8 tháng 2, 1991 (23 tuổi)   | 13      | Bordeaux           |
| 19 | TĐ | Ahmed Akaïchi         | 23 tháng 2, 1989 (25 tuổi)  | 7       | Espérance de Tunis |
| 20 | HV | Mohamed Ali Yacoubi   | 5 tháng 10, 1990 (24 tuổi)  | 3       | Espérance de Tunis |
| 21 | TV | Jamel Saihi           | 27 tháng 1, 1987 (27 tuổi)  | 16      | Montpellier        |
| 22 | TM | Moez Ben Cherifia     | 24 tháng 6, 1991 (23 tuổi)  | 12      | Espérance de Tunis |
| 23 | HV | Selim Ben Djemia      | 29 tháng 1, 1989 (25 tuổi)  | 2       | Laval              |

### Cabo Verde
Huấn luyện viên:  Rui Águas
Đội hình chính thức được công bố ngày 24 tháng 12 năm 2014.
| Số | Vt | Cầu thủ         | Ngày sinh (tuổi)            | Số trận | Câu lạc bộ            |
| -- | -- | --------------- | --------------------------- | ------- | --------------------- |
| 1  | TM | Vozinha         | 3 tháng 6, 1986 (28 tuổi)   | 19      | Progresso             |
| 2  | HV | Stopira         | 20 tháng 5, 1988 (26 tuổi)  | 15      | Videoton              |
| 3  | HV | Fernando Varela | 26 tháng 11, 1987 (27 tuổi) | 33      | Steaua București      |
| 4  | HV | Kay             | 5 tháng 1, 1988 (27 tuổi)   | 6       | Universitatea Craiova |
| 5  | TV | Babanco (c)     | 27 tháng 7, 1985 (29 tuổi)  | 40      | Estoril               |
| 6  | TV | Sérgio Semedo   | 23 tháng 2, 1988 (26 tuổi)  | 1       | Olhanense             |
| 7  | TV | Odaïr Fortes    | 31 tháng 3, 1987 (27 tuổi)  | 18      | Reims                 |
| 8  | TV | Toni Varela     | 13 tháng 6, 1986 (28 tuổi)  | 24      | Excelsior             |
| 9  | TV | Kuca            | 2 tháng 8, 1989 (25 tuổi)   | 7       | Estoril               |
| 10 | TV | Héldon          | 14 tháng 11, 1988 (26 tuổi) | 32      | Sporting CP           |
| 11 | TV | Garry Rodrigues | 27 tháng 11, 1990 (24 tuổi) | 8       | Elche                 |
| 12 | TM | Ken             | 6 tháng 6, 1994 (20 tuổi)   | 1       | Nacional              |
| 13 | TV | Platini         | 16 tháng 4, 1986 (28 tuổi)  | 13      | CSKA Sofia            |
| 14 | HV | Gegé            | 24 tháng 2, 1988 (26 tuổi)  | 20      | Marítimo              |
| 15 | TV | Nuno Rocha      | 25 tháng 3, 1992 (22 tuổi)  | 5       | Universitatea Craiova |
| 16 | TM | Ivan Cruz       | 3 tháng 5, 1996 (18 tuổi)   | 0       | Gil Vicente           |
| 17 | TV | Calú            | 20 tháng 9, 1983 (31 tuổi)  | 12      | Progresso             |
| 18 | HV | Nivaldo         | 10 tháng 7, 1988 (26 tuổi)  | 19      | Teplice               |
| 19 | TĐ | Júlio Tavares   | 19 tháng 11, 1988 (26 tuổi) | 11      | Dijon                 |
| 20 | TĐ | Ryan Mendes     | 8 tháng 1, 1990 (25 tuổi)   | 20      | Lille                 |
| 21 | TĐ | Djaniny         | 21 tháng 3, 1991 (23 tuổi)  | 18      | Santos Laguna         |
| 22 | HV | Jeffrey Fortes  | 22 tháng 3, 1989 (25 tuổi)  | 3       | Dordrecht             |
| 23 | HV | Carlitos        | 23 tháng 4, 1985 (29 tuổi)  | 19      | AEL Limassol          |

### CHDC Congo
Huấn luyện viên:  Florent Ibengé
Một đội hình sơ loại 29 người được công bố vào ngày 29 tháng 12 năm 2014.
| Số | Vt | Cầu thủ                | Ngày sinh (tuổi)            | Số trận | Câu lạc bộ           |
| -- | -- | ---------------------- | --------------------------- | ------- | -------------------- |
| 1  | TM | Robert Kidiaba         | 1 tháng 2, 1976 (38 tuổi)   | 53      | Mazembe              |
| 2  | HV | Issama Mpeko           | 3 tháng 3, 1986 (28 tuổi)   | 31      | Kabuscorp            |
| 3  | HV | Jean Kasusula          | 5 tháng 8, 1986 (28 tuổi)   | 34      | Mazembe              |
| 4  | HV | Christopher Oualembo   | 31 tháng 1, 1987 (27 tuổi)  | 5       | Académica de Coimbra |
| 5  | TV | Nelson Munganga        | 27 tháng 7, 1993 (21 tuổi)  | 2       | Vita Club            |
| 6  | TV | Cédric Makiadi         | 23 tháng 2, 1984 (30 tuổi)  | 22      | Werder Bremen        |
| 7  | TV | Youssouf Mulumbu (c)   | 25 tháng 1, 1987 (27 tuổi)  | 25      | West Bromwich Albion |
| 8  | TV | Hervé Kage             | 10 tháng 4, 1989 (25 tuổi)  | 2       | Genk                 |
| 9  | TĐ | Dieumerci Mbokani      | 22 tháng 11, 1985 (29 tuổi) | 25      | Dynamo Kyiv          |
| 10 | TV | Neeskens Kebano        | 10 tháng 3, 1992 (22 tuổi)  | 3       | Charleroi            |
| 11 | TV | Yannick Bolasie        | 24 tháng 5, 1989 (25 tuổi)  | 10      | Crystal Palace       |
| 12 | HV | Bawaka Mabele          | 9 tháng 6, 1988 (26 tuổi)   | 5       | Vita Club            |
| 13 | TĐ | Junior Kabananga       | 4 tháng 4, 1989 (25 tuổi)   | 4       | Cercle Brugge        |
| 14 | HV | Gabriel Zakuani        | 31 tháng 5, 1986 (28 tuổi)  | 8       | Peterborough United  |
| 15 | HV | Joël Kimwaki           | 14 tháng 10, 1986 (28 tuổi) | 33      | Mazembe              |
| 16 | TM | Mulopo Kudimbana       | 21 tháng 1, 1987 (27 tuổi)  | 4       | Anderlecht           |
| 17 | HV | Cédric Mongongu        | 22 tháng 6, 1989 (25 tuổi)  | 30      | Evian                |
| 18 | TV | Cedrick Mabwati        | 8 tháng 3, 1992 (22 tuổi)   | 7       | Osasuna              |
| 19 | TĐ | Jeremy Bokila          | 14 tháng 11, 1988 (26 tuổi) | 7       | Terek Grozny         |
| 20 | TV | Lema Mabidi            | 11 tháng 6, 1993 (21 tuổi)  | 16      | Vita Club            |
| 21 | TĐ | Firmin Ndombe Mubele   | 17 tháng 4, 1994 (20 tuổi)  | 14      | Vita Club            |
| 22 | HV | Chancel Mbemba Mangulu | 8 tháng 8, 1994 (20 tuổi)   | 8       | Anderlecht           |
| 23 | TM | Parfait Mandanda       | 10 tháng 10, 1989 (25 tuổi) | 7       | Charleroi            |

## Bảng C

### Ghana
Huấn luyện viên:  Avram Grant
Một đội hình sơ loại 31 người được công bố vào ngày 24 tháng 12 năm 2014. Đội hình chính thức được công bố ngày 7 tháng 1 năm 2015.
| Số | Vt | Cầu thủ                | Ngày sinh (tuổi)            | Số trận | Câu lạc bộ            |
| -- | -- | ---------------------- | --------------------------- | ------- | --------------------- |
| 1  | TM | Brimah Razak           | 22 tháng 6, 1987 (27 tuổi)  | 4       | Mirandés              |
| 2  | TĐ | Kwesi Appiah           | 12 tháng 8, 1990 (24 tuổi)  | 0       | Cambridge United      |
| 3  | TĐ | Asamoah Gyan (c)       | 22 tháng 11, 1985 (29 tuổi) | 86      | Al-Ain                |
| 4  | HV | Edwin Gyimah           | 9 tháng 3, 1991 (23 tuổi)   | 5       | Mpumalanga Black Aces |
| 5  | HV | Mohamed Awal           | 1 tháng 5, 1988 (26 tuổi)   | 4       | Maritzburg United     |
| 6  | TV | Afriyie Acquah         | 5 tháng 1, 1992 (23 tuổi)   | 8       | Parma                 |
| 7  | TV | Christian Atsu         | 10 tháng 1, 1992 (23 tuổi)  | 31      | Everton               |
| 8  | TV | Emmanuel Agyemang-Badu | 2 tháng 12, 1990 (24 tuổi)  | 55      | Udinese               |
| 9  | TĐ | Jordan Ayew            | 11 tháng 9, 1991 (23 tuổi)  | 21      | Lorient               |
| 10 | TV | André Ayew             | 17 tháng 12, 1989 (25 tuổi) | 57      | Marseille             |
| 11 | TV | Mubarak Wakaso         | 25 tháng 7, 1990 (24 tuổi)  | 25      | Celtic                |
| 12 | TM | Ernest Sowah           | 31 tháng 3, 1988 (26 tuổi)  | 1       | Don Bosco             |
| 13 | TV | Mohammed Rabiu         | 31 tháng 12, 1989 (25 tuổi) | 26      | Kuban Krasnodar       |
| 14 | TV | Solomon Asante         | 15 tháng 9, 1990 (24 tuổi)  | 16      | Mazembe               |
| 15 | TĐ | Mahatma Otoo           | 6 tháng 2, 1992 (22 tuổi)   | 3       | Sogndal               |
| 16 | TM | Fatau Dauda            | 6 tháng 4, 1985 (29 tuổi)   | 21      | Ashanti Gold          |
| 17 | HV | Baba Rahman            | 2 tháng 7, 1994 (20 tuổi)   | 5       | FC Augsburg           |
| 18 | HV | Daniel Amartey         | 21 tháng 12, 1994 (20 tuổi) | 0       | Copenhagen            |
| 19 | HV | Jonathan Mensah        | 13 tháng 7, 1990 (24 tuổi)  | 38      | Evian                 |
| 20 | TĐ | David Accam            | 28 tháng 9, 1990 (24 tuổi)  | 0       | Chicago Fire          |
| 21 | HV | John Boye              | 23 tháng 4, 1987 (27 tuổi)  | 36      | Kayseri Erciyesspor   |
| 22 | TV | Frank Acheampong       | 16 tháng 10, 1993 (21 tuổi) | 2       | Anderlecht            |
| 23 | HV | Harrison Afful         | 24 tháng 6, 1986 (28 tuổi)  | 49      | Espérance             |

### Algérie
Huấn luyện viên:  Christian Gourcuff
Đội hình chính thức được công bố ngày 16 tháng 12 năm 2014.
| Số | Vt | Cầu thủ                    | Ngày sinh (tuổi)            | Số trận | Câu lạc bộ         |
| -- | -- | -------------------------- | --------------------------- | ------- | ------------------ |
| 1  | TM | Azzedine Doukha            | 5 tháng 8, 1986 (28 tuổi)   | 5       | JS Kabylie         |
| 2  | HV | Madjid Bougherra (c)       | 7 tháng 10, 1982 (32 tuổi)  | 66      | Al-Fujairah        |
| 3  | HV | Faouzi Ghoulam             | 1 tháng 2, 1991 (23 tuổi)   | 12      | Napoli             |
| 4  | HV | Liassine Cadamuro-Bentaïba | 5 tháng 3, 1988 (26 tuổi)   | 8       | Osasuna            |
| 5  | HV | Rafik Halliche             | 2 tháng 9, 1986 (28 tuổi)   | 35      | Qatar              |
| 6  | HV | Djamel Mesbah              | 9 tháng 10, 1984 (30 tuổi)  | 33      | Sampdoria          |
| 7  | TV | Riyad Mahrez               | 21 tháng 2, 1991 (23 tuổi)  | 9       | Leicester City     |
| 8  | TV | Medhi Lacen                | 15 tháng 5, 1984 (30 tuổi)  | 38      | Getafe             |
| 9  | TĐ | Ishak Belfodil             | 12 tháng 1, 1992 (23 tuổi)  | 5       | Parma              |
| 10 | TV | Sofiane Feghouli           | 26 tháng 12, 1989 (25 tuổi) | 29      | Valencia           |
| 11 | TV | Yacine Brahimi             | 8 tháng 2, 1990 (24 tuổi)   | 15      | Porto              |
| 12 | HV | Carl Medjani               | 15 tháng 5, 1985 (29 tuổi)  | 35      | Trabzonspor        |
| 13 | TĐ | Islam Slimani              | 18 tháng 6, 1988 (26 tuổi)  | 30      | Sporting CP        |
| 14 | TV | Nabil Bentaleb             | 24 tháng 11, 1994 (20 tuổi) | 9       | Tottenham Hotspur  |
| 15 | TĐ | El Arbi Soudani            | 25 tháng 11, 1987 (27 tuổi) | 28      | Dinamo Zagreb      |
| 16 | TM | Cédric Si Mohamed          | 9 tháng 1, 1985 (30 tuổi)   | 1       | CS Constantine     |
| 17 | TV | Foued Kadir                | 5 tháng 12, 1983 (31 tuổi)  | 23      | Real Betis         |
| 18 | TV | Abdelmoumene Djabou        | 31 tháng 1, 1987 (27 tuổi)  | 12      | Club Africain      |
| 19 | TV | Saphir Taïder              | 29 tháng 2, 1992 (22 tuổi)  | 19      | Sassuolo           |
| 20 | HV | Aïssa Mandi                | 22 tháng 10, 1991 (23 tuổi) | 10      | Reims              |
| 21 | TV | Ahmed Kashi                | 18 tháng 11, 1988 (26 tuổi) | 0       | Metz               |
| 22 | HV | Mehdi Zeffane              | 19 tháng 5, 1992 (22 tuổi)  | 1       | Lyon               |
| 23 | TM | Raïs M'Bolhi               | 25 tháng 4, 1986 (28 tuổi)  | 36      | Philadelphia Union |

### Nam Phi
Huấn luyện viên:  Ephraim Mashaba
Một đội hình sơ loại 34 người được công bố vào ngày 18 tháng 12 năm 2014, trước khi công bố đội hình chính thức vào ngày 30 tháng 12.
| Số | Vt | Cầu thủ                | Ngày sinh (tuổi)            | Số trận | Câu lạc bộ            |
| -- | -- | ---------------------- | --------------------------- | ------- | --------------------- |
| 1  | TM | Darren Keet            | 5 tháng 8, 1989 (25 tuổi)   | 4       | Kortrijk              |
| 2  | HV | Rivaldo Coetzee        | 16 tháng 10, 1996 (18 tuổi) | 5       | Ajax Cape Town        |
| 3  | HV | Eric Mathoho           | 1 tháng 3, 1990 (24 tuổi)   | 16      | Kaizer Chiefs         |
| 4  | HV | Siyabonga Nhlapo       | 23 tháng 12, 1988 (26 tuổi) | 2       | Bidvest Wits          |
| 5  | TV | Andile Jali            | 10 tháng 4, 1990 (24 tuổi)  | 21      | Oostende              |
| 6  | HV | Anele Ngcongca         | 20 tháng 10, 1987 (27 tuổi) | 41      | Racing Genk           |
| 7  | TV | Mandla Masango         | 18 tháng 7, 1989 (25 tuổi)  | 9       | Kaizer Chiefs         |
| 8  | TV | Bongani Zungu          | 9 tháng 10, 1992 (22 tuổi)  | 9       | Mamelodi Sundowns     |
| 9  | TĐ | Bongani Ndulula        | 29 tháng 11, 1989 (25 tuổi) | 6       | AmaZulu               |
| 10 | TĐ | Sibusiso Vilakazi      | 29 tháng 12, 1989 (25 tuổi) | 10      | Bidvest Wits          |
| 11 | HV | Thabo Matlaba          | 13 tháng 12, 1987 (27 tuổi) | 15      | Orlando Pirates       |
| 12 | TV | Reneilwe Letsholonyane | 9 tháng 6, 1982 (32 tuổi)   | 52      | Kaizer Chiefs         |
| 13 | TV | Thamsanqa Sangweni     | 26 tháng 5, 1989 (25 tuổi)  | 2       | Chippa United         |
| 14 | HV | Thulani Hlatshwayo     | 18 tháng 12, 1989 (25 tuổi) | 12      | Bidvest Wits          |
| 15 | TV | Dean Furman (c)        | 22 tháng 6, 1988 (26 tuổi)  | 25      | Doncaster Rovers      |
| 16 | TM | Nhlanhla Khuzwayo      | 9 tháng 2, 1990 (24 tuổi)   | 3       | Kaizer Chiefs         |
| 17 | TĐ | Bernard Parker         | 16 tháng 3, 1986 (28 tuổi)  | 70      | Kaizer Chiefs         |
| 18 | TV | Thuso Phala            | 27 tháng 5, 1986 (28 tuổi)  | 15      | SuperSport United     |
| 19 | TV | Themba Zwane           | 3 tháng 8, 1989 (25 tuổi)   | 6       | Mamelodi Sundowns     |
| 20 | TV | Oupa Manyisa           | 30 tháng 7, 1988 (26 tuổi)  | 20      | Orlando Pirates       |
| 21 | HV | Ayanda Gcaba           | 8 tháng 3, 1986 (28 tuổi)   | 1       | Orlando Pirates       |
| 22 | TM | Jackson Mabokgwane     | 19 tháng 1, 1988 (26 tuổi)  | 1       | Mpumalanga Black Aces |
| 23 | TĐ | Tokelo Rantie          | 8 tháng 9, 1990 (24 tuổi)   | 27      | AFC Bournemouth       |

### Sénégal
Huấn luyện viên:  Alain Giresse
Một đội hình sơ loại 28 người được công bố vào ngày 26 tháng 12 năm 2014. Đội hình chính thức được công bố ngày 7 tháng 1 năm 2015.
| Số | Vt | Cầu thủ            | Ngày sinh (tuổi)            | Số trận | Câu lạc bộ       |
| -- | -- | ------------------ | --------------------------- | ------- | ---------------- |
| 1  | TM | Bouna Coundoul (c) | 4 tháng 3, 1982 (32 tuổi)   | 24      | Ethnikos Achna   |
| 2  | HV | Kara Mbodj         | 11 tháng 11, 1989 (25 tuổi) | 12      | Racing Genk      |
| 3  | HV | Papy Djilobodji    | 12 tháng 1, 1988 (27 tuổi)  | 9       | Nantes           |
| 4  | TV | Alfred N'Diaye     | 6 tháng 3, 1990 (24 tuổi)   | 7       | Betis            |
| 5  | TV | Papakouli Diop     | 19 tháng 3, 1986 (28 tuổi)  | 9       | Levante          |
| 6  | HV | Lamine Sané        | 22 tháng 3, 1987 (27 tuổi)  | 21      | Bordeaux         |
| 7  | TĐ | Moussa Sow         | 19 tháng 1, 1986 (28 tuổi)  | 28      | Fenerbahçe       |
| 8  | TV | Cheikhou Kouyaté   | 21 tháng 12, 1989 (25 tuổi) | 12      | West Ham United  |
| 9  | TĐ | Mame Biram Diouf   | 16 tháng 12, 1987 (27 tuổi) | 23      | Stoke City       |
| 10 | TV | Sadio Mané         | 10 tháng 4, 1992 (22 tuổi)  | 19      | Southampton      |
| 11 | TĐ | Dame N'Doye        | 21 tháng 2, 1985 (29 tuổi)  | 23      | Lokomotiv Moscow |
| 12 | TV | Stéphane Badji     | 29 tháng 5, 1990 (24 tuổi)  | 13      | Brann            |
| 13 | HV | Cheikh M'Bengue    | 23 tháng 7, 1988 (26 tuổi)  | 15      | Rennes           |
| 14 | HV | Zargo Touré        | 11 tháng 11, 1989 (25 tuổi) | 6       | Le Havre         |
| 15 | TĐ | Papiss Cissé       | 3 tháng 6, 1985 (29 tuổi)   | 31      | Newcastle United |
| 16 | TM | Lys Gomis          | 6 tháng 10, 1989 (25 tuổi)  | 1       | Trapani          |
| 17 | TV | Idrissa Gueye      | 26 tháng 9, 1989 (25 tuổi)  | 19      | Lille            |
| 18 | HV | Pape Souaré        | 6 tháng 6, 1990 (24 tuổi)   | 11      | Lille            |
| 19 | TĐ | Moussa Konaté      | 3 tháng 4, 1993 (21 tuổi)   | 8       | Sion             |
| 20 | HV | Salif Sané         | 25 tháng 8, 1990 (24 tuổi)  | 7       | Hannover 96      |
| 21 | HV | Lamine Gassama     | 20 tháng 10, 1989 (25 tuổi) | 7       | Lorient          |
| 22 | TV | Henri Saivet       | 26 tháng 10, 1990 (24 tuổi) | 4       | Bordeaux         |
| 23 | TM | Papa Camara        | 16 tháng 1, 1993 (22 tuổi)  | 1       | Sochaux          |

## Bảng D

### Bờ Biển Ngà
Huấn luyện viên:  Hervé Renard
Đội hình chính thức được công bố ngày 29 tháng 12 năm 2014.
| Số | Vt | Cầu thủ                | Ngày sinh (tuổi)            | Số trận | Câu lạc bộ          |
| -- | -- | ---------------------- | --------------------------- | ------- | ------------------- |
| 1  | TM | Boubacar Barry         | 30 tháng 12, 1979 (35 tuổi) | 83      | Lokeren             |
| 2  | HV | Ousmane Viera          | 21 tháng 12, 1986 (28 tuổi) | 5       | Çaykur Rizespor     |
| 3  | TV | Roger Assalé           | 13 tháng 11, 1993 (21 tuổi) | 2       | Mazembe             |
| 4  | HV | Kolo Touré             | 19 tháng 3, 1981 (33 tuổi)  | 109     | Liverpool           |
| 5  | HV | Siaka Tiéné            | 22 tháng 2, 1982 (32 tuổi)  | 87      | Montpellier         |
| 6  | TV | Cheick Doukouré        | 11 tháng 9, 1992 (22 tuổi)  | 0       | Metz                |
| 7  | TĐ | Seydou Doumbia         | 31 tháng 12, 1987 (27 tuổi) | 22      | Roma                |
| 8  | TĐ | Salomon Kalou          | 5 tháng 8, 1985 (29 tuổi)   | 69      | Hertha BSC          |
| 9  | TV | Cheick Tioté           | 21 tháng 6, 1986 (28 tuổi)  | 48      | Newcastle United    |
| 10 | TĐ | Gervinho               | 27 tháng 5, 1987 (27 tuổi)  | 60      | Roma                |
| 11 | TĐ | Junior Tallo           | 21 tháng 12, 1992 (22 tuổi) | 2       | Bastia              |
| 12 | TĐ | Wilfried Bony          | 10 tháng 12, 1988 (26 tuổi) | 32      | Swansea City        |
| 13 | HV | Jean-Daniel Akpa-Akpro | 11 tháng 10, 1992 (22 tuổi) | 4       | Toulouse            |
| 14 | TV | Ismaël Diomandé        | 28 tháng 8, 1992 (22 tuổi)  | 5       | Saint-Étienne       |
| 15 | TV | Max Gradel             | 30 tháng 11, 1987 (27 tuổi) | 32      | Saint-Étienne       |
| 16 | TM | Sylvain Gbohouo        | 29 tháng 10, 1988 (26 tuổi) | 4       | Séwé Sport          |
| 17 | HV | Serge Aurier           | 24 tháng 12, 1992 (22 tuổi) | 17      | Paris Saint-Germain |
| 18 | TĐ | Lacina Traoré          | 20 tháng 5, 1990 (24 tuổi)  | 10      | Monaco              |
| 19 | TV | Yaya Touré (c)         | 13 tháng 5, 1983 (31 tuổi)  | 88      | Manchester City     |
| 20 | TV | Serey Die              | 7 tháng 11, 1984 (30 tuổi)  | 13      | Basel               |
| 21 | HV | Eric Bailly            | 12 tháng 4, 1994 (20 tuổi)  | 0       | Espanyol            |
| 22 | HV | Wilfried Kanon         | 6 tháng 7, 1993 (21 tuổi)   | 0       | ADO Den Haag        |
| 23 | TM | Sayouba Mandé          | 15 tháng 6, 1993 (21 tuổi)  | 1       | Stabæk              |

### Mali
Huấn luyện viên:  Henryk Kasperczak
Một đội hình sơ loại 35 người được công bố vào ngày 27 tháng 12 năm 2014. The final squad was announced the following day.
| Số | Vt | Cầu thủ           | Ngày sinh (tuổi)            | Số trận | Câu lạc bộ              |
| -- | -- | ----------------- | --------------------------- | ------- | ----------------------- |
| 1  | TM | Germain Berthé    | 24 tháng 10, 1993 (21 tuổi) | 1       | Onze Créateurs          |
| 2  | HV | Fousseni Diawara  | 28 tháng 8, 1980 (34 tuổi)  | 54      | Tours                   |
| 3  | HV | Adama Tamboura    | 18 tháng 5, 1985 (29 tuổi)  | 75      | Randers                 |
| 4  | HV | Salif Coulibaly   | 13 tháng 5, 1988 (26 tuổi)  | 10      | Mazembe                 |
| 5  | HV | Idrissa Coulibaly | 19 tháng 12, 1987 (27 tuổi) | 14      | Hassania Agadir         |
| 6  | TV | Tongo Doumbia     | 6 tháng 8, 1989 (25 tuổi)   | 13      | Toulouse                |
| 7  | TĐ | Mustapha Yatabaré | 26 tháng 1, 1986 (28 tuổi)  | 23      | Trabzonspor             |
| 8  | TV | Yacouba Sylla     | 29 tháng 11, 1990 (24 tuổi) | 9       | Kayseri Erciyesspor     |
| 9  | TĐ | Mohamed Traoré    | 18 tháng 11, 1988 (26 tuổi) | 5       | Al-Merrikh              |
| 10 | TV | Bakary Sako       | 26 tháng 4, 1988 (26 tuổi)  | 8       | Wolverhampton Wanderers |
| 11 | TV | Sigamary Diarra   | 10 tháng 1, 1984 (31 tuổi)  | 22      | Valenciennes            |
| 12 | TV | Seydou Keita (c)  | 16 tháng 1, 1980 (35 tuổi)  | 94      | Roma                    |
| 13 | HV | Ousmane Coulibaly | 9 tháng 7, 1989 (25 tuổi)   | 14      | Platanias               |
| 14 | TV | Sambou Yatabaré   | 2 tháng 3, 1989 (25 tuổi)   | 16      | Guingamp                |
| 15 | HV | Drissa Diakité    | 18 tháng 2, 1985 (29 tuổi)  | 39      | Bastia                  |
| 16 | TM | Soumbeïla Diakité | 25 tháng 8, 1984 (30 tuổi)  | 40      | Esteghlal Khuzestan     |
| 17 | TV | Mamoutou N'Diaye  | 15 tháng 3, 1990 (24 tuổi)  | 2       | Zulte Waregem           |
| 18 | TĐ | Abdoulay Diaby    | 21 tháng 5, 1991 (23 tuổi)  | 3       | Mouscron-Péruwelz       |
| 19 | HV | Mohamed Konate    | 20 tháng 10, 1992 (22 tuổi) | 2       | Nahdat Berkane          |
| 20 | TĐ | Modibo Maïga      | 3 tháng 9, 1987 (27 tuổi)   | 39      | Metz                    |
| 21 | TV | Abdou Traoré      | 17 tháng 1, 1988 (27 tuổi)  | 28      | Bordeaux                |
| 22 | TM | N'Tji Samaké      | 27 tháng 6, 1994 (20 tuổi)  | 0       | CS Duguwolofila         |
| 23 | HV | Molla Wagué       | 21 tháng 2, 1991 (23 tuổi)  | 7       | Udinese                 |

### Cameroon
Huấn luyện viên:  Volker Finke
Một đội hình sơ loại 24 người được công bố vào ngày 24 tháng 12 năm 2014.
| Số | Vt | Cầu thủ                  | Ngày sinh (tuổi)            | Số trận | Câu lạc bộ           |
| -- | -- | ------------------------ | --------------------------- | ------- | -------------------- |
| 1  | TM | Guy N'dy Assembé         | 28 tháng 2, 1986 (28 tuổi)  | 12      | Nancy                |
| 2  | TĐ | Léonard Kweuke           | 12 tháng 7, 1987 (27 tuổi)  | 17      | Çaykur Rizespor      |
| 3  | HV | Nicolas N'Koulou         | 27 tháng 3, 1990 (24 tuổi)  | 56      | Marseille            |
| 4  | TV | Raoul Loé                | 31 tháng 1, 1989 (25 tuổi)  | 8       | Osasuna              |
| 5  | HV | Jérôme Guihoata          | 7 tháng 10, 1994 (20 tuổi)  | 7       | Valenciennes         |
| 6  | HV | Ambroise Oyongo          | 22 tháng 6, 1991 (23 tuổi)  | 6       | New York Red Bulls   |
| 7  | TV | Clinton N'Jie            | 15 tháng 8, 1993 (21 tuổi)  | 7       | Lyon                 |
| 8  | TV | Benjamin Moukandjo       | 12 tháng 11, 1988 (26 tuổi) | 24      | Reims                |
| 9  | HV | Frank Bagnack            | 7 tháng 6, 1995 (19 tuổi)   | 1       | Barcelona B          |
| 10 | TĐ | Vincent Aboubakar        | 22 tháng 1, 1992 (22 tuổi)  | 32      | Porto                |
| 11 | TV | Edgar Salli              | 17 tháng 8, 1992 (22 tuổi)  | 18      | Académica de Coimbra |
| 12 | HV | Henri Bedimo             | 4 tháng 6, 1984 (30 tuổi)   | 38      | Lyon                 |
| 13 | TĐ | Eric Maxim Choupo-Moting | 23 tháng 3, 1989 (25 tuổi)  | 35      | Schalke 04           |
| 14 | TV | Georges Mandjeck         | 9 tháng 12, 1988 (26 tuổi)  | 26      | Kayseri Erciyesspor  |
| 15 | TĐ | Franck Etoundi           | 30 tháng 8, 1990 (24 tuổi)  | 4       | Zürich               |
| 16 | TM | Fabrice Ondoa            | 24 tháng 12, 1995 (19 tuổi) | 8       | Barcelona B          |
| 17 | TV | Stéphane Mbia (c)        | 20 tháng 5, 1986 (28 tuổi)  | 57      | Sevilla              |
| 18 | TV | Eyong Enoh               | 23 tháng 3, 1986 (28 tuổi)  | 46      | Standard Liège       |
| 19 | HV | Cédric Djeugoué          | 28 tháng 8, 1992 (22 tuổi)  | 7       | Coton Sport          |
| 20 | TV | Franck Kom               | 18 tháng 9, 1991 (23 tuổi)  | 5       | Étoile du Sahel      |
| 21 | HV | Aurélien Chedjou         | 20 tháng 6, 1985 (29 tuổi)  | 33      | Galatasaray          |
| 22 | TV | Patrick Ekeng            | 26 tháng 3, 1990 (24 tuổi)  | 2       | Córdoba              |
| 23 | TM | Pierre Sylvain Abogo     | 18 tháng 7, 1993 (21 tuổi)  | 0       | Tonnerre Yaoundé     |

### Guinée
Huấn luyện viên:  Michel Dussuyer
Đội hình chính thức được công bố ngày 30 tháng 12 năm 2014.
| Số | Vt | Cầu thủ             | Ngày sinh (tuổi)            | Số trận | Câu lạc bộ               |
| -- | -- | ------------------- | --------------------------- | ------- | ------------------------ |
| 1  | TM | Naby Yattara        | 12 tháng 1, 1984 (31 tuổi)  | 39      | Arles-Avignon            |
| 2  | TĐ | Mohamed Yattara     | 28 tháng 7, 1993 (21 tuổi)  | 12      | Lyon                     |
| 3  | HV | Issiaga Sylla       | 1 tháng 1, 1994 (21 tuổi)   | 12      | Toulouse                 |
| 4  | HV | Florentin Pogba     | 19 tháng 8, 1990 (24 tuổi)  | 7       | Saint-Étienne            |
| 5  | HV | Fodé Camara         | 17 tháng 8, 1988 (26 tuổi)  | 10      | Horoya                   |
| 6  | HV | Kamil Zayatte       | 7 tháng 3, 1985 (29 tuổi)   | 46      | Sheffield Wednesday      |
| 7  | TV | Abdoul Camara       | 20 tháng 2, 1990 (24 tuổi)  | 11      | Angers                   |
| 8  | TV | Ibrahima Traoré (c) | 21 tháng 4, 1988 (26 tuổi)  | 29      | Borussia Mönchengladbach |
| 9  | TV | Guy-Michel Landel   | 7 tháng 7, 1990 (24 tuổi)   | 4       | Orduspor                 |
| 10 | TV | Kévin Constant      | 15 tháng 5, 1987 (27 tuổi)  | 21      | Trabzonspor              |
| 11 | TĐ | Idrissa Sylla       | 3 tháng 12, 1990 (24 tuổi)  | 14      | Zulte Waregem            |
| 12 | TV | Ibrahima Conté      | 3 tháng 4, 1991 (23 tuổi)   | 27      | Anderlecht               |
| 13 | HV | Abdoulaye Cissé     | 30 tháng 11, 1994 (20 tuổi) | 6       | Angers B                 |
| 14 | TV | Lanfia Camara       | 3 tháng 10, 1986 (28 tuổi)  | 8       | Racing Mechelen          |
| 15 | TV | Naby Keïta          | 10 tháng 2, 1995 (19 tuổi)  | 8       | Red Bull Salzburg        |
| 16 | TM | Abdul Aziz Keita    | 17 tháng 6, 1990 (24 tuổi)  | 10      | Kaloum Star              |
| 17 | TV | Boubacar Fofana     | 6 tháng 11, 1989 (25 tuổi)  | 8       | Nacional                 |
| 18 | TV | Seydouba Soumah     | 11 tháng 6, 1991 (23 tuổi)  | 11      | Slovan Bratislava        |
| 19 | TĐ | François Kamano     | 2 tháng 5, 1996 (18 tuổi)   | 2       | Bastia                   |
| 20 | HV | Baissama Sankoh     | 20 tháng 3, 1992 (22 tuổi)  | 5       | Guingamp                 |
| 21 | HV | Mohammed Diarra     | 2 tháng 6, 1992 (22 tuổi)   | 7       | OB                       |
| 22 | TM | Aboubacar Camara    | 1 tháng 6, 1993 (21 tuổi)   | 0       | UCAM Murcia              |
| 23 | HV | Djibril Tamsir Paye | 26 tháng 2, 1990 (24 tuổi)  | 1       | Zulte Waregem            |